# Етреје
Етреје (фр. Etreillers) насеље је и општина у североисточној Француској у региону Пикардија, у департману Ен (Пикардија) која припада префектури Сен Кентен.
По подацима из 2011. године у општини је живело 1204 становника, а густина насељености је износила 138,55 становника/km². Општина се простире на површини од 8,69 km². Налази се на средњој надморској висини од 100 метара (максималној 125 m, а минималној 81 m).

## Демографија
| 1962. | 1968. | 1975. | 1982. | 1990. | 1999. | 2011. |
| ----- | ----- | ----- | ----- | ----- | ----- | ----- |
| 971   | 974   | 1.025 | 1.053 | 1.115 | 1.105 | 1.204 |

График промене броја становника у току последњих година